# Teorema de Maxwell
En teoria de la probabilitat, el teorema de Maxwell (conegut també com a teorema de Herschel-Maxwell i derivació de Herschel-Maxwell) afirma que si la distribució de probabilitat d'un vector aleatori en {\displaystyle \mathbb {R} ^{n}} no canvia per les rotacions, i si els components són independents, aleshores els components es distribueixen de manera idèntica i es distribueixen normalment.

## Enunciats equivalents
Si la distribució de probabilitat d'una variable aleatòria de valor vectorial X = ( X 1,..., X n )T és la mateixa que la distribució de GX per a cada n × n matriu ortogonal G i les components són independents, aleshores les components X 1 ,... , X n es distribueixen normalment amb el valor esperat 0 i tots tenen la mateixa variància. Aquest teorema és una de les moltes caracteritzacions de la distribució normal.
Les úniques distribucions de probabilitat rotacionalment invariants a Rn que tenen components independents són distribucions normals multivariables amb valor esperat 0 i variància σ2 In, (on In = la matriu d'identitat n × n ), per a algun nombre positiu σ2.

## Història
James Clerk Maxwell va demostrar el teorema a la Proposició IV del seu article de 1860.
Deu anys abans, John Herschel també va demostrar el teorema.
Els detalls lògics i històrics del teorema es poden trobar a

## Demostració
Només necessitem demostrar el teorema per al cas bidimensional, ja que després podem generalitzar-lo a n dimensions aplicant el teorema seqüencialment a cada parell de coordenades.
Ja que girant 90 graus es conserva la distribució conjunta, ambdues {\displaystyle X_{1},X_{2}} té la mateixa mesura de probabilitat. Que sigui {\displaystyle \mu }. Si {\displaystyle \mu } és una distribució delta de Dirac a zero, llavors és una distribució gaussiana, només degenerada. Ara suposa que no ho és.
Mitjançant el teorema de descomposició de Lebesgue, el descomponem en una suma de mesura regular i una mesura atòmica: {\displaystyle \mu =\mu _{r}+\mu _{s}}. Ho hem de demostrar {\displaystyle \mu _{s}=0}, amb una prova per contradicció.
Suposem {\displaystyle \mu _{s}} conté una part atòmica, llavors n'hi ha {\displaystyle x\in \mathbb {R} } tal que {\displaystyle \mu _{s}(\{x\})>0}. Per independència de {\displaystyle X_{1},X_{2}}, la variable condicional {\displaystyle X_{2}|\{X_{1}=x\}} es distribueix de la mateixa manera que {\displaystyle X_{2}}. Suposem {\displaystyle x=0}, doncs des que vam suposar {\displaystyle \mu } no es concentra a zero, {\displaystyle Pr(X_{2}\neq 0)>0}, i així el doble raig {\displaystyle \{(x_{1},x_{2}):x_{1}=0,x_{2}\neq 0\}} té una probabilitat diferent de zero. Ara per simetria rotacional de {\displaystyle \mu \times \mu }, qualsevol rotació del raig doble també té la mateixa probabilitat diferent de zero, i com que dues rotacions qualsevol són disjuntes, la seva unió té una probabilitat infinita, contradicció.
(Pel que podem trobar, no hi ha literatura sobre el cas en què {\displaystyle \mu _{s}} és singularment continu, així que deixarem anar aquest cas.)
Així que ara deixem {\displaystyle \mu } tenen funció de densitat de probabilitat {\displaystyle \rho }, i el problema es redueix a resoldre l'equació funcional
{\displaystyle \rho (x)\rho (y)=\rho (x\cos \theta +y\sin \theta )\rho (x\sin \theta -y\cos \theta )}